# Олюторский район
Олю́торский райо́н — административно-территориальная единица и муниципальное образование (муниципальный район) в составе Камчатского края России. Входит в Корякский округ.
Административный центр — село Тиличики.

## География

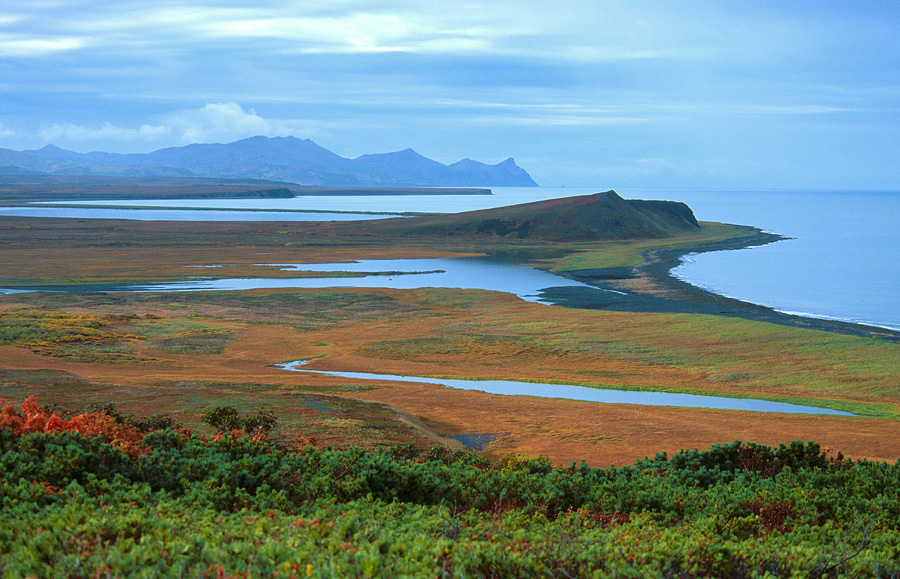
Участок Корякского заповедника на полуострове Говена

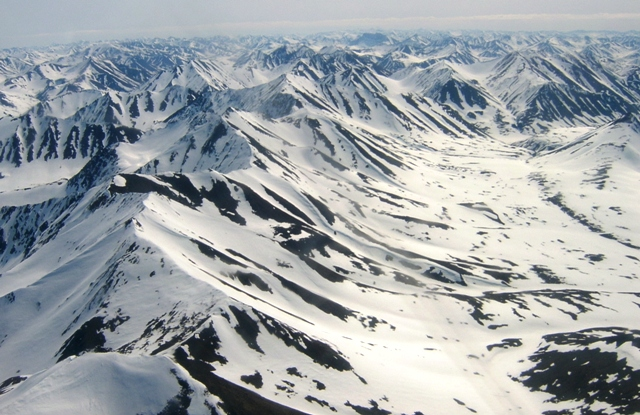
Корякское нагорье

Район занимает крайнюю северо-восточную часть Камчатского края, ранее Корякского автономного округа. Площадь района — 72,4 тыс. км², что больше площади Московской области и примерно равно по площади таким странам, как Ирландия и Сьерра-Леоне.
Большую часть района занимают горные цепи Корякского нагорья: Апукский, Пахачинский, Олюторский, Пылгинский, Ветверский, Пикась, Укэлаят и Снеговой хребты. Равнинные участки в основном расположены в долинах в нижнем течении рек Апука, Вывенка, Пахача, Кетаваям, Авьяваям, Сухая, Агваям и преимущественно заболочены. Район захватывает восточную часть Парапольского дола.
Наивысшая точка района: гора Ледяная, высотой 2453 метра.
Равнинная часть района имеет характерные для беренгийской лесотундры озерно-болотные ландшафты и ленточные леса вдоль рек, горные местности — горно-тундровые, в том числе стланиковые, горно-криволесно-луговый и горно-лугово-пустошные приокеанические. Выше — каменистые пустыни с полосами снежников и редким лишайниковым покровом.

### Геология
Весь район находится в зоне Альпийской складчатости и относится к геологически активным регионам. В 2006 году сильным землетрясением был разрушен Корф, пострадали Тиличики, Хаилино и другие населённые пункты.

### Минеральные ресурсы
Минеральные ресурсы района богаты, однако большинство из них не разрабатывается вследствие слабого развития инфраструктуры. В районе разведаны богатые месторождения платины, ртути, золота, серебра, марганца, висмута. На севере района у истоков Пахачи крупные месторождения вольфрама. На юго-западе района разведаны и добываются месторождения бурого угля. Имеются в районе и месторождения урана, свинца, мышьяка и меди.
Из нерудных полезных ископаемых, имеются драгоценные и поделочные камни, строительный камень, сера, бораты и другие.

### Углеводороды
В перспективе Олюторский район может стать местом промышленной добычи нефти и газа. Эта местность относится к Притихоокеанской нефтегазоносной провинции, непосредственно на территории района расположены Олюторский и Вывенский нефтегазоносные прогибы, причём последний специалистами ВНИИГАЗ отнесён к территориям «повышенной перспективности» (с точки зрения промышленного освоения). В то же время учёные констатируют слабую изученность этих месторождений. Серьёзной проблемой для перспектив добычи нефти и газа (как и для уже ведущегося освоения платиновых россыпей) является важность Олюторского района для промысла водных биоресурсов. Конфликт экологов и рыбопромышленников (с одной стороны) и (с другой) разработчиков платины и (в перспективе) углеводородов — неизбежен.

### Климат

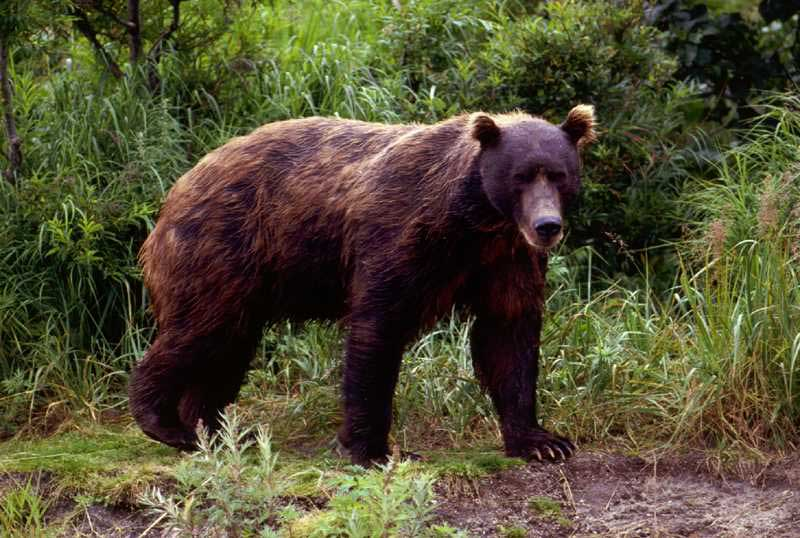
Бурый камчатский медведь весной

Весь район расположен в зоне субарктического морского климата. Зима относительно мягкая (для соответствующих широт). Лето прохладное. Часты сильные ветры. Безморозный период составляет 90—95 дней в континентальной части и 130—145 дней — на побережье.
Повсеместно распространение многолетнемерзлотных грунтов.

## История

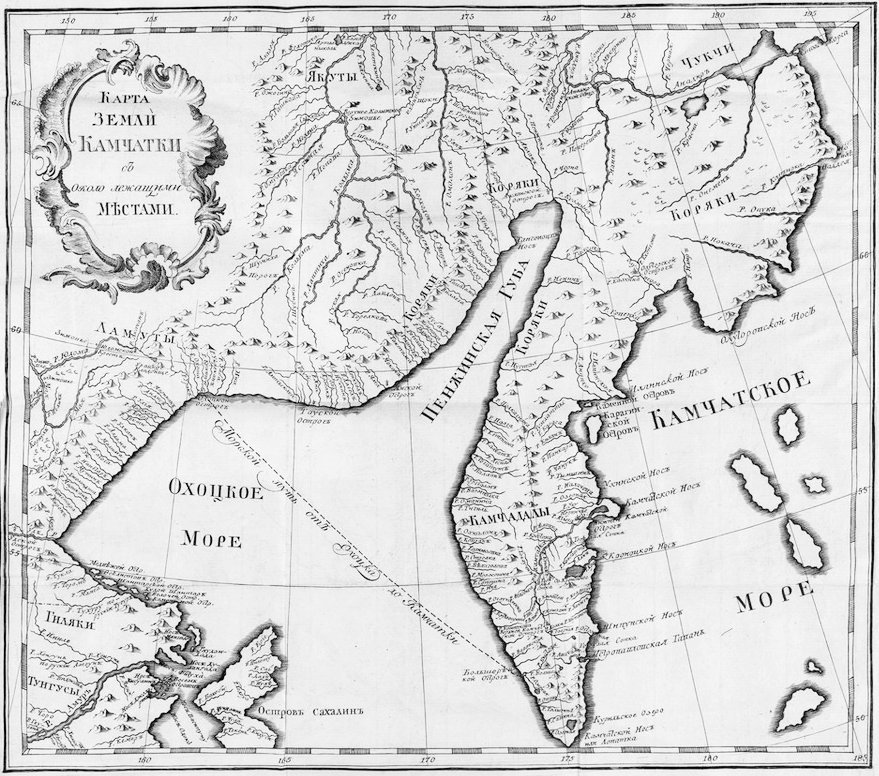
Карта Земли Камчатки с около лежащими местами. Из «Описания земли Камчатки» С. П. Крашенинникова, 1755 год.
Территория Олюторского района прорисована тщательно, хотя и не слишком точно.

До 1 июля 2007 находился в составе Корякского автономного округа Камчатской области.

## Население
| 1939  | 2002  | 2009  | 2010  | 2011  | 2012  | 2013  |
| ----- | ----- | ----- | ----- | ----- | ----- | ----- |
| 8983  | ↘7170 | ↘5430 | ↘5036 | ↘4948 | ↘4711 | ↘4547 |
| 2014  | 2015  | 2016  | 2017  | 2018  | 2019  | 2020  |
| ↘4341 | ↘4209 | ↘4113 | ↘3938 | ↘3882 | ↘3840 | ↘3732 |
| 2021  | 2023  |       |       |       |       |       |
| ↘3700 | ↘3569 |       |       |       |       |       |

В 1989 году в районе жило 12 803 человека, со времени распада СССР от этого количества осталось менее трети.

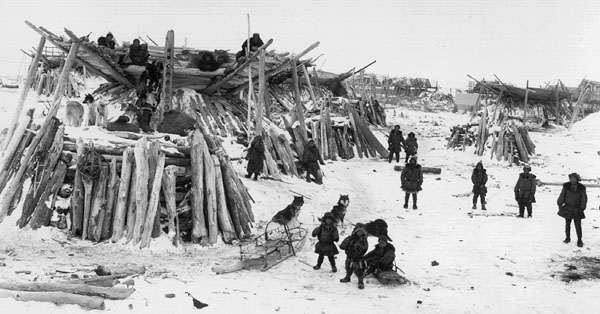
Олюторские коряки у своих зимних жилищ.
Фотография сделана в ходе Северо-Тихоокеанской экспедиции Джесупа.

По данным Всероссийской переписи населения 2021 года национальный состав был следующим:
| Народ   | Численность, чел. |  |
| ------- | ----------------- |  |
| русские | 1 563 ▼           |  |
| коряки  | 878 ▼             |  |
| чукчи   | 836 ▲             |  |
| эвены   | 218 ▲             |  |
| другие  | 205 ▲             |  |
| всего   | 3 700 ▼           |  |

Естественное движение
| Годы | Рождений | Смертей | Е.п | Сальдо миграций | Рождаемость (‰) | Смертность (‰) | Е.п (‰) | Сальдо (‰) |
| ---- | -------- | ------- | --- | --------------- | --------------- | -------------- | ------- | ---------- |
| 2010 | 59       | 93      | -34 | -54             | 11,92           | 18,80          | -6,87   | -10,91     |
| 2011 | 60       | 94      | -34 | -203            | 12,74           | 19,95          | -7,22   | -43,09     |
| 2012 | 47       | 69      | -22 | -142            | 10,34           | 15,17          | -4,84   | -31,23     |
| 2013 | 44       | 73      | -29 | -177            | 10,14           | 16,82          | -6,68   | -40,77     |
| 2014 | 62       | 82      | -20 | -112            | 14,73           | 19,48          | -4,75   | -26,61     |
| 2015 | 65       | 85      | -20 | -76             | 15,80           | 20,67          | -4,86   | -18,48     |

## Муниципально-территориальное устройство
В Олюторский муниципальный район входят одноимённые населённым пунктам 7 муниципальных образований со статусом сельских поселений и 1 межселенная территория без статуса муниципального образования:
| №        | Сельское поселение     | Административный центр | Количество населённых пунктов | Население    | Площадь, км2 |
| -------- | ---------------------- | ---------------------- | ----------------------------- | ------------ | ------------ |
| 1        | село Апука             | село Апука             | 1                             | ↗241 (2021)  | 850,00       |
| 2        | село Ачайваям          | село Ачайваям          | 1                             | ↘344 (2021)  | 1000,00      |
| 3        | село Вывенка           | село Вывенка           | 1                             | ↘318 (2021)  | 6,20         |
| 4        | село Пахачи            | село Пахачи            | 1                             | ↘289 (2021)  | 760,00       |
| 5        | село Средние Пахачи    | село Средние Пахачи    | 1                             | ↘286 (2021)  | 7,22         |
| 6        | село Тиличики          | село Тиличики          | 1                             | ↗1700 (2021) | 1,72         |
| 7        | село Хаилино           | село Хаилино           | 1                             | ↘504 (2021)  | 39,21        |
| 7.000001 | межселенная территория |                        | 1                             | 175          |              |

### Населённые пункты
В Олюторском районе 8 населённых пунктов.
| № | Населённый пункт | Тип  | Население    | Сельское поселение     |
| - | ---------------- | ---- | ------------ | ---------------------- |
| 1 | Апука            | село | ↗241 (2021)  | село Апука             |
| 2 | Ачайваям         | село | ↘344 (2021)  | село Ачайваям          |
| 3 | Вывенка          | село | ↘318 (2021)  | село Вывенка           |
| 4 | Корф             | село | ↘18 (2021)   | межселенная территория |
| 5 | Пахачи           | село | ↘289 (2021)  | село Пахачи            |
| 6 | Средние Пахачи   | село | ↘286 (2021)  | село Средние Пахачи    |
| 7 | Тиличики         | село | ↗1700 (2021) | село Тиличики          |
| 8 | Хаилино          | село | ↘504 (2021)  | село Хаилино           |

Исчезнувшие и упразднённые населённые пункты
| Населённый пункт  | дата упразднения |
| ----------------- | ---------------- |
| с. Верхние Пахачи | 29.03.1985 г.    |
| с. Ветвей         | 07.02.1975 г.    |
| с. Гека           | 14.06.1965 г.    |
| п. Дружный        | 15.08.1975 г.    |
| п. Кавача         | 07.02.1975 г.    |
| п. Кирпичный      | 07.02.1975 г.    |
| с. Култушино      | 27.04.1979 г.    |
| с. Культбаза      | 07.02.1975 г.    |
| п. Новоолюторка   | 15.08.1975 г.    |
| п. Скалистый      | 11.05.1965 г.    |

## Транспорт
Железных и автомобильных дорог между населёнными пунктами района не существует. В зимнее время сообщение возможно по дорогам-зимникам, в летнее время — водным транспортом (значительная часть населения владеет моторными лодками), круглогодично — по воздуху.
В районе есть два аэропорта (в Корфе и Пахачах), есть вертолётные площадки в Хаилино, Средних Пахачах, Ачайваяме, Апуке, Вывенке. Работает морской портпункт в Тиличиках.

## Экономика
Основу экономики составляют промысел водных биоресурсов и добыча полезных ископаемых. Значимыми отраслями являются сельское хозяйство (особенно оленеводство) и охота.

### Рыбная отрасль

Заготовка олюторской сельди в бухте Лаврова, 1960-е или первая половина 1970-х

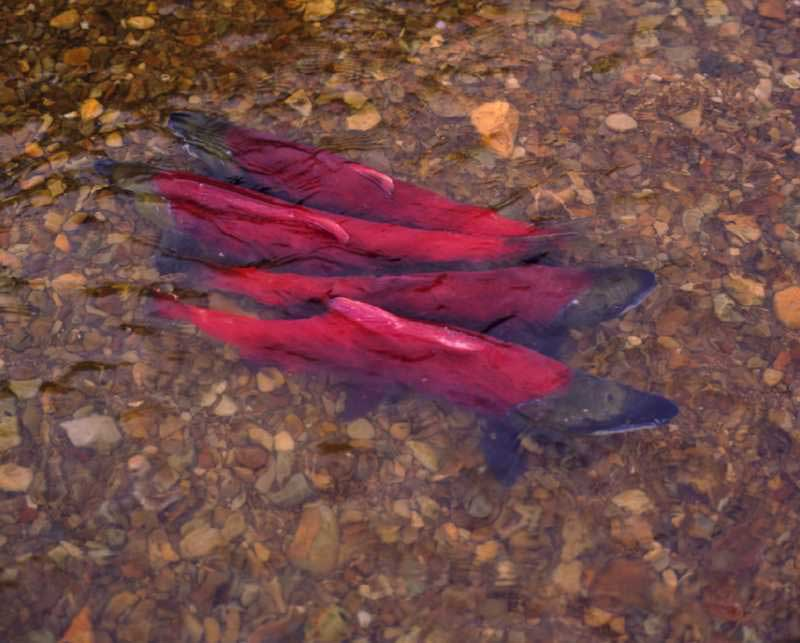
Лососевые на нересте

В XX веке Олюторский район развивался, в первую очередь, как место добычи и переработки водных биоресурсов: лососей, тихоокеанской сельди особой, корфо-карагинской (олюторской) популяции, трески, крабов и некоторых других промысловых объектов. Значительная число населённых пунктов района (в том числе Корф, Пахачи, Натальинский, Дружный, Олюторка, Култушино и др.) существовали как центральные усадьбы или отдельные участки больших рыбокомбинатов (Пахачинского, Корфовского, Натальинского, Тапатского, Олюторского, Ново-Олюторского) и рыболовецких колхозов (им. XX партсъезда и др.)
С изменением промысловой обстановки (в том числе резкого сокращения запасов и запрета промысла олюторской сельди в 1970-х), многие из этих предприятий были закрыты, а посёлки — заброшены. Так, в Олюторском районе в 1975 году (когда был полностью прекращён промысел олюторской сельди из-за катастрофического снижения её численности) были исключены из списка населённых пунктов 9 прибрежных сёл: Ветвей, Дружный, Кавача, Кирпичный, Культбаза, Новоолюторка, Олюторка, Сибирское, Скрытье (для сравнения: в настоящее время в Олюторском районе 7 действующих населённых пунктов, из них прибрежных — 4).
Сильный удар рыбная отрасль района испытала также в 1990-е годы от закрытия ряда предприятий, а также браконьерства.
В настоящее время промысел в прибрежных морских водах и реках района ведут как предприятия, базирующиеся за пределами района, так и условно местные: «Вывенское» (головной офис в Петропавловске-Камчатском), «Апукинское» (градообразующее для села Апука, головной офис в Петропавловске-Камчатском), «Корякрыба».

### Сельское хозяйство
Оленеводство является традиционным занятием для коренного населения района. Разведением оленей занимались предприятия разных форм собственности (от индивидуальных хозяйств до совхозов). В 1980-х годах в Тиличиках существовала меховая фабрика, изготавливавшая одежду и обувь из оленьих шкур. В 1958 году оленье стадо района составляло 25 тыс. голов, в 1990 году — более 46 тыс. голов, на конец 2010 — 10,7 тыс. голов. Оленеводством в 2010 году занимались Корфский оленесовхоз, «50 лет СССР», «Апукинское».
Кроме того, в районе в небольших масштабах присутствует традиционное мясо-молочное животноводство, картофелеводство в открытом грунте. Значительная часть местного населения имеет личные огороды, а также теплицы, в которых выращиваются огурцы, томаты и так далее. Заготавливаются ягоды, грибы, шишки кедрового стланика и другие дикоросы.

### Разработка полезных ископаемых
С конца XX века в экономике района растёт значение добычи полезных ископаемых. С 1990-х годов предприятием «Корякгеолдобыча» (входит в ГК «Ренова») ведётся промышленная добыча платины из месторождений Сейнав-Гальмоэнанского рудно-россыпного узла, расположенного в междуречье правых притоков Вывенки и левого притока реки Ветвей. Разработка этих месторождений играет ведущую роль в мировой добыче россыпной платины. В 1997 году предприятие добыло более 7 тонн платины на четырёх участках, однако впоследствии объёмы добычи снизились. Так, в 2017 г. предприятие добыло на месторождении Левтыринываям и участке Ледяной (в пределах долины ручья Ледяной и левого притока реки Ветвей) 343 кг платины, сохранив результат на уровне 2016 года. В 2019 году «Корякгеолдобыча» добыла 158 кг платины.
В 1967 году было открыто, в 1980—1990-е годы — детально разведано золоторудное месторождение «Аметистовое» (оно расположено в тундре, в 125 км на северо-запад от Тиличик, на территории соседнего Пенжинского района, однако материально-техническое обеспечение разведки, а затем и разработки велось из Тиличик и Корфа). С 2012 года «Корякгеолдобыча» начало разработку этого месторождения, в 2016 году ГОК «Аметистовое» вышел на проектную мощность в 4 тонны золота в год.
«Корякгеолдобыча» считает перспективным разработку на территории Олюторского района двух месторождений россыпного золота — Ветроваямской и Малетойваямской площадей с прогнозными запасами, соответственно, более 20 тонн и более 140 тонн.
В XX веке на территории Олюторского района разрабатывался бурый уголь. Существовал посёлок горняков с населением близко к 1 тысяче человек — Медвежка при угольном разрезе. В настоящее время разрез закрыт, с середины 2000-х годов посёлок Медвежка полностью заброшен. В наши дни добыча бурого угля ведётся полукустарным методом в небольших объёмах (10—15 тыс. тонн в год) на Корфском месторождении в заливе Корфа.